# Palmeirante
Palmeirante is een gemeente in de Braziliaanse deelstaat Tocantins. De gemeente telt 4.959 inwoners (schatting 2009).